# Estland op de Olympische Zomerspelen 1992
Estland nam deel aan de Olympische Zomerspelen 1992 in Barcelona, Spanje. Estland debuteerde op de Spelen van 1920 in Antwerpen en deed in 1992 voor de zesde keer mee, de eerste keer sinds het Baltische land opnieuw onafhankelijk werd in 1991.

## Medailleoverzicht
| Sport       | Olympiër                    | Onderdeel  | Medaille |
| ----------- | --------------------------- | ---------- | -------- |
| Wielersport | Erika Salumäe               | sprint (v) | Goud     |
| Zeilen      | Tõnu Tõniste Toomas Tõniste | 470 (m)    | Brons    |

## Deelnemers en resultaten per onderdeel

### Atletiek
| Olympiër        | Onderdeel                | Resultaat | Prestatie                                                   |
| --------------- | ------------------------ | --------- | ----------------------------------------------------------- |
| Valeri Bukrejev | polsstokhoogspringen (m) | 18e       | kwalificatie groep A: 9de met 5,50m                         |
| Jüri Tamm       | kogelslingeren (m)       | 5e        | kwalificatie groep A: 2de met 78,16m finale: 5de met 77,52m |
| Andrei Nazarov  | tienkamp (m)             | 14e       | 8052 punten                                                 |
| Erki Nool       | tienkamp (m)             | DNF       | niet gefinisht                                              |
|                 |                          |           |                                                             |
| Anu Kaljurand   | 100m horden (v)          | 33e       | serie 1: 6de in 13,81                                       |
| Anu Kaljurand   | zevenkamp (v)            | 17e       | 6095 punten                                                 |

### Boogschieten
| Olympiër    | Onderdeel       | Resultaat | Prestatie                              |
| ----------- | --------------- | --------- | -------------------------------------- |
| Raul Kivilo | individueel (m) | 52e       | plaatsingsronde: 52ste met 1245 punten |

### Judo
| Olympiër         | Onderdeel | Resultaat | Prestatie |
| ---------------- | --------- | --------- | --- |
| Indrek Pertelson | -95kg (m) | 5e        | voorronde: vrij 1ste ronde: V van GBR Stevens: koka herkansingen: W van ROU Ivan: ippon herkansingen 2: W van CUB Martinez: ippon herkansingen 3: W van BEL Van De Walle: ippon bronzen finale: V van NED Meijer: waza-ari |

### Kanovaren
| Olympiër     | Onderdeel     | Resultaat | Prestatie                                                                              |
| ------------ | ------------- | --------- | -------------------------------------------------------------------------------------- |
| Tiit Tikerpe | C-1 500m (m)  | 18e       | serie 3: 4de in 1.57,95 herkansingen: 2de in 1.56,24 halve finale 2: 9de in 2.06,24    |
| Tiit Tikerpe | C-1 1000m (m) | DSQ       | serie 3: 5de in 4.14,73 herkansingen: 3de in 4.05,05 halve finale 2: gediskwalificeerd |

### Moderne vijfkamp
| Olympiër       | Onderdeel | Resultaat | Prestatie   |
| -------------- | --------- | --------- | ----------- |
| Imre Tiidemann | mannen    | 39e       | 4980 punten |

### Roeien
| Olympiër                                                     | Onderdeel       | Resultaat | Prestatie |
| ------------------------------------------------------------ | --------------- | --------- | --- |
| Jüri Jaanson                                                 | skiff (m)       | 5e        | serie 2: 2de in 7.00,85 'herkansingen: 1ste in 7.05,52 halve finale 2: 2de in 6.55,64 finale: 5de in 7.12,92 |
| Roman Lutoškin Priit Tasane                                  | dubbel-twee (m) | 4e        | serie 2: 4de in 6.44,79 'herkansingen: 2de in 6.38,58 halve finale 2: 2de in 6.21,43 finale: 4de in 6.23,4   |
| Vjatšeslav Divonin Tarmo Virkus Toomas Vilpart Marek Avamere | vier-zonder (m) | 14e       | serie 2: 5de in 6.27,97 'herkansingen: 5de in 6.30,63                                                        |

### Schermen
| Olympiër       | Onderdeel | Resultaat | Prestatie |
| -------------- | --------- | --------- | --- |
| Kaido Kaaberma | degen (m) | 4e        | 1ste ronde: W van INA Lenzun: 11-9 2de ronde: W van KOR Szanggi: 10-5 3de ronde: W van ESP de la Pena: 12-9 4de ronde: W van FRA Srecki: 14-13 kwartfinale: W van COL Rivas: 10-6 halve finale: V van FRA Srecki: 5-10 bronzen finale: V van FRA Henry: 10-12 |
| Viktor Zuikov  | degen (m) | 39e       | 1ste ronde: V van EUN Kravcsuk: 9-12 |

### Schietsport
| Olympiër       | Onderdeel            | Resultaat | Prestatie                                    |
| -------------- | -------------------- | --------- | -------------------------------------------- |
| Inna Rose      | 25m pistool (v)      | 35e       | kwalificatie: 35ste met 567 punten (283-284) |
| Inna Rose      | 10m luchtpistool (v) | 21e       | kwalificatie: 21ste met 367 punten           |
|                |                      |           |                                              |
| Andrei Inešin  | skeet                | 25e       | kwalificatie: 25ste met 145 punten           |
| Peeter Päkk    | skeet                | 32e       | kwalificatie: 33ste met 144 punten           |
| Urmas Saaliste | trap                 | 39e       | kwalificatie: 39ste met 137 punten           |

### Tafeltennis
| Olympiër     | Onderdeel     | Resultaat | Prestatie                                                        |
| ------------ | ------------- | --------- | ---------------------------------------------------------------- |
| Igor Solopov | enkelspel (m) | 33e       | groep B: 3de V van SWE Waldner: 0-2 V van KOR Gang W van TUN Sta |

### Wielersport
| Olympiër         | Onderdeel        | Resultaat | Prestatie |
| Baan             | Baan             | Baan      | Baan |
| ---------------- | ---------------- | --------- | --- |
| Erika Salumäe    | sprint (v)       | Goud      | kwalificatie: 6de in 11,857 1ste ronde: 1ste in 12,377 kwartfinale: W van EUN Yenyukhina: 2-0 halve finale: W van FRA Ballanger: 2-0 finale: W van GER Neumann |
| Weg              |                  |           | |
| Lauri Aus        | wegwedstrijd (m) | 5e        | 4:35.56 |
| Raido Kodanipork | wegwedstrijd (m) | 9e        | 4:35.56 |

### Worstelen
| Olympiër       | Onderdeel   | Resultaat   | Prestatie |
| Vrije stijl    | Vrije stijl | Vrije stijl | Vrije stijl |
| -------------- | ----------- | ----------- | --- |
| Küllo Kõiv     | -68kg (m)   | 15e         | groep B: 8ste V van GER Schwabenland: 2-4 V van KOR Ko: 1-3                                                               |
| Arvi Aavik     | -100kg (m)  | 11e         | groep A: 6de W van JPN Nakanishi: 2-0 V van IND Verma: 0-3 V van GER Balz: 0-3 V van IRI Gholami                          |
| Grieks-Romeins |             |             | |
| Valeri Nikitin | -68kg (m)   | 13e         | groep A: 7de W van KOR Kim: 9-6 V van IRI Chamangoli: 5-7 V van EUN Dugushiev: 0-4                                        |
| Helger Hallik  | -100kg (m)  | 10e         | groep A: 5de W van SWE Olsson: 1-0 V van POL Wronski: 0-2 V van USA Koslowski: 0-1 9-10de plek: V van EUN Govedarica: 0-5 |

### Zeilen
| Olympiër                    | Onderdeel         | Resultaat | Prestatie                                   |
| --------------------------- | ----------------- | --------- | ------------------------------------------- |
| Kaijo Kuusing               | lechner A-390 (m) | 5e        | 233 punten: (PMS-17-8-22-24-22-21-20-16-29) |
| Toomas Tõniste Tõnu Tõniste | 470 (m)           | Brons     | 68,70 punten: (10-11-7-4-6-28-2)            |
|                             |                   |           |                                             |
| Krista Kruuv                | europe (v)        | 6e        | 67,10 punten: (3-8-3-9-9-6-16)              |

### Zwemmen
| Olympiër                                          | Onderdeel             | Resultaat | Prestatie                  |
| ------------------------------------------------- | --------------------- | --------- | -------------------------- |
| Indrek Sei                                        | 50m vrije slag (m)    | 31e       | serie 8: 8ste in 23,68     |
| Indrek Sei                                        | 100m vrije slag (m)   | 32e       | serie 6: 2de in 51,47      |
| Ilmar Ojase                                       | 100m rugslag (m)      | 20e       | serie 7: 7de in 57,08      |
| Ilmar Ojase                                       | 200m rugslag (m)      | 30e       | serie 2: 5de in 2.05,76    |
| Marko Pachel                                      | 100m schoolslag (m)   | 19e       | serie 5: 2de in 1.03,40    |
| Aldo Suurväli                                     | 100m vlinderslag (m)  | 30e       | serie 5: 3de in 55,78 (NR) |
| Ilmar Ojase Marco Pachel Aldo Suurväli Indrek Sei | 4x100m wisselslag (m) | 15e       | serie 1: 6de in 3.46,87    |

Albanië · Algerije · Amerikaanse Maagdeneilanden · Amerikaans-Samoa · Andorra · Angola · Antigua en Barbuda · Argentinië · Aruba · Australië · Bahama's · Bahrein · Bangladesh · Barbados · België · Belize · Benin · Bermuda · Bhutan · Bolivia · Bosnië en Herzegovina · Botswana · Brazilië · Britse Maagdeneilanden · Bulgarije · Burkina Faso · Canada · Centraal-Afrikaanse Republiek · Chili · China · Chinees Taipei · Colombia · Congo-Brazzaville · Cookeilanden · Costa Rica · Cuba · Cyprus · Denemarken · Djibouti · Dominicaanse Republiek · Duitsland · Ecuador · Egypte · El Salvador · Equatoriaal-Guinea · Estland · Ethiopië · Fiji · Filipijnen · Finland · Frankrijk · Gabon · Gambia · Gezamenlijk team · Ghana · Grenada · Griekenland · Groot-Brittannië · Guam · Guatemala · Guinee · Guyana · Haïti · Honduras · Hongarije · Hongkong · Ierland · IJsland · India · Indonesië · Irak · Iran · Israël · Italië · Ivoorkust · Jamaica · Japan · Jemen · Jordanië · Kaaimaneilanden · Kameroen · Kenia · Koeweit · Kroatië · Laos · Lesotho · Letland · Libanon · Libië · Liechtenstein · Litouwen · Luxemburg · Madagaskar · Malawi · Malediven · Maleisië · Mali · Malta · Marokko · Mauritanië · Mauritius · Mexico · Monaco · Mongolië · Mozambique · Myanmar · Namibië · Nederland · Nederlandse Antillen · Nepal · Nicaragua · Nieuw-Zeeland · Niger · Nigeria · Noord-Korea · Noorwegen · Oeganda · Oman · Oostenrijk · Pakistan · Panama · Papoea-Nieuw-Guinea · Paraguay · Peru · Polen · Portugal · Puerto Rico · Qatar · Roemenië · Rwanda · Saint Vincent‑Grenadines · Salomonseilanden · Samoa · San Marino · Saoedi-Arabië · Senegal · Seychellen · Sierra Leone · Singapore · Slovenië · Soedan · Spanje · Sri Lanka · Suriname · Swaziland · Syrië · Tanzania · Thailand · Togo · Tonga · Trinidad en Tobago · Tsjaad · Tsjecho-Slowakije · Tunesië · Turkije · Uruguay · Vanuatu · Venezuela · Verenigde Arabische Emiraten · Verenigde Staten · Vietnam · Zaïre · Zambia · Zimbabwe · Zuid-Afrika · Zuid-Korea · Zweden · Zwitserland · Onafhankelijke olympische deelnemers